# Turkooispitpit
De turkooispitpit (Dacnis hartlaubi) is een zangvogel uit de familie Thraupidae (tangaren).

## Verspreiding en leefgebied
Deze soort is endemisch in Colombia.